# Unalia
Unalia is een geslacht van rechtvleugeligen uit de familie veldsprinkhanen (Acrididae). De wetenschappelijke naam van dit geslacht is voor het eerst geldig gepubliceerd in 2008 door Koçak & Kemal.

## Soorten
Het geslacht Unalia omvat de volgende soorten:
- Unalia brevipes Uvarov, 1953
- Unalia fitzgeraldi Uvarov, 1953